# 慶全線
慶全本線（キョンジョンほんせん）は、大韓民国慶尚南道密陽市にある三浪津駅と光州広域市光山区にある光州松汀駅とを結ぶ、韓国鉄道公社（KORAIL）が運営する鉄道路線である。広域電鉄線として建設中の釜田馬山複線電鉄（仮称）も路線名が確定するまでは本項に併記する。

## 路線データ
- 路線距離：278.7km
  - 三浪津駅 - 光州松汀駅間277.7km
  - （北松汀三角線）1.0km
- 駅数：51（両端含む、また信号場・信号所は2）
- 電化区間：三浪津駅 - 順天駅、光州線分岐 - 光州松汀駅（三角線区間含む、交流25,000V 60Hz）
- 複線区間：洛東江駅 - 順天駅 (154.8km)

## 概要
韓国南部の、朝鮮半島先端にほぼ沿う形で線路が敷かれているが、海岸沿いに走る区間はほとんどない。優等列車であるセマウル号（2014年以降はITX-セマウル）も、ソウル方面の密陽駅（京釜線）から馬山駅を経由し晋州駅へ至る区間を除けば設定されておらず、ローカル線の趣きが強い。
起点側は美田線と合わせてデルタ線となっており、ソウル方面からの列車は美田線、釜田方面からの列車は慶全線を経由する。
釜山広域市側では釜田駅が発着駅で、釜田線・伽倻線・京釜線を経由して慶全線へ乗り入れる。かつては釜山駅や釜山鎮駅を発着駅にしていたが、2004年のKTX開業を前に発着駅が釜田駅へ切り替えられた。また、京釜線ソウル方面との間ではソウルと晋州・順天を結ぶ直通列車や、ソウル（一部は幸信発着） - 馬山・晋州間のKTXも運行される。西端の全羅南道方面は、湖南線木浦駅発着が上下各4本、北松汀・湖南線経由で龍山駅との直通列車が同1本となっている。
三浪津駅から馬山駅までは1日20往復程度運行されているが、晋州駅までは1日12往復、さらに全羅南道と慶尚南道に跨る晋州駅から順天駅までの区間は1日6往復しか運行されておらず、順天以西の全羅南道内は1日4往復で日中6 - 7時間運行がないなど、区間によって運行頻度に差がある。2006年11月1日のダイヤ改正で運行系統が順天駅を境に東西に分割され、全区間を直通する列車もダイヤ改正毎に廃止と復活を繰り返す状態が続いている。
現在、釜山（釜田駅）から慶尚南道の南岸地域へ同線を使って移動する場合、線路が内陸の密陽市（三浪津駅）を一旦経由することから、バス等他の交通機関と比べて利便性が良くない状態となっている。そのため馬山駅 - 沙上駅 - 釜田駅に至る路線（釜田馬山複線電鉄）の建設が進められている。新線開通後はこちらが慶全線本線となり、既存の三浪津駅 - 進礼駅間は釜山新港線、進礼駅 - 昌原中央駅間は慶全線支線に分類される予定である。

## 歴史
慶全線はもともと、大韓帝国時代から日本統治時代にかけ、民間鉄道会社と朝鮮総督府鉄道が別々の路線として開業させたのが始まりである。三浪津駅から馬山浦駅（後の馬山港駅）までは大韓帝国時代に日本陸軍が軍事上の必要により馬山浦支線として敷設した。後に、それらの路線を朝鮮総督府が買収・線区換えするなどして一本の路線に組み直す形で整備していったが、全羅南道と慶尚南道の間を結ぶ区間は建設が遅れ、全線が繋がったのは韓国独立後の1968年のことである。
1969年、光州市（現在の光州広域市）の都市整備に伴い、それまで市街地付近にあった光州駅がそれより北西の現在地に移転した。それに伴い光州広域市周辺では1969年から2000年8月10日までの間、同市の北側を迂回するルートが取られていたが、KTXの開業に先立って、新しい都市計画の一環で南側をショートカットするルートに切り替えられ、旧線の一部は光州線として独立させた。また、電化にあわせ、三浪津 - 晋州間の複線化、路線付け替え工事も順次行われており、2012年に全区間の使用が開始された。現在は釜田駅経由で馬山 - 太和江を直通する広域電鉄路線の整備が進められており、2020年の開業を目指している。
また、2016年7月14日に晋州 - 光陽間が複線化され、66.8kmから 51.5kmに短縮された。同区間は2021年まで電化が完成する予定である。

一方、それまで改良が長年進んでいなかった光州-順天区間も、韓国国会による2019年度予算案の通過によって電化改良の開始が確定された。
特に木浦宝城線の（電化区間としての）開通と合わせるために、順天-宝城区間の改良工事を光州松汀駅方面よりもいち早く進めて、2023年まで完成する予定である。

## 沿革
- 1905年10月21日：馬山線として三浪津駅 - 馬山浦駅開業[5][6]。
- 1906年12月12日：洛東江駅開業。
- 1910年7月1日：旧馬山駅 開業[7]。
- 1918年11月16日：翰林亭駅開業。
- 1922年7月1日：南朝鮮鉄道株式会社により全南線として松汀里駅（現：光州松汀駅） - 光州駅間開業。
- 1922年10月16日：徳山駅開業。
- 1922年12月1日：全南線光州駅 - 潭陽駅間が開業[8]。
- 1923年12月1日：南朝鮮鉄道株式会社により慶南線として馬山駅 - 郡北駅間開業。
- 1925年6月15日：慶南線郡北駅 - 晋州駅間が開業。
- 1927年6月1日：新音駅廃止。
- 1928年1月1日：朝鮮鉄道全南線松汀里駅 - 潭陽駅が朝鮮総督府鉄道に編入され、光州線に改称[9]。
- 1930年12月25日：南朝鮮鉄道株式会社により光麗線として光州駅 - 宝城駅 - 麗水港駅間開業[10]。
- 1931年4月1日：慶南線馬山駅 - 晋州駅間が朝鮮総督府鉄道に編入され馬山線と統合、三浪津駅 - 晋州駅間が慶全南部線に改称される。
- 1931年6月15日：道林駅、春陽駅開業。
- 1932年11月1日：水徳駅、九龍駅、礼堂駅、広谷駅、笠橋駅、万水駅、鸚南駅開業[11]。
- 1933年3月1日：碧桃駅開業[12]。
- 1936年3月1日：光麗線が朝鮮総督府鉄道に編入され、松汀里駅 - 麗水港駅間を松麗線に改称。
- 1936年12月16日：慶全北部線が全線開通、順天駅 - 松汀里駅間が慶全西部線、順天駅 - 麗水駅間が全羅線に改称。
- 1938年4月1日：新光州駅が 南光州駅に改称[13]。
- 1944年6月15日：山仁駅、院北駅、耳川駅、水徳駅、九龍駅、広谷駅、笠橋駅、春陽駅、万水駅、鸚南駅、碧桃駅、雲岩駅廃止[14]。
- 1944年10月31日：光州線光州駅 - 潭陽駅間廃止。
- 1950年4月1日：耳川駅が晋城駅に改称の上で再開業[15]。
- 1950年5月15日：九龍駅再開業[16]。
- 1953年12月25日：春陽駅再開業。
- 1955年7月1日：春陽駅を石亭里駅に改称[17]。
- 1955年9月1日：慶全南部線を晋州線、慶全西部線を光州線に改称[18]。
- 1956年6月11日：鸚南駅再開業。
- 1956年9月19日：笠橋駅再開業[19]。
- 1957年2月11日：院北駅再開業[20]。
- 1958年5月21日：水徳駅再開業[21]。
- 1959年7月15日：広谷駅再開業[22]。
- 1962年12月22日：洛東江鉄橋竣工に伴い洛東江駅移転。
- 1964年4月28日：晋州駅 - 順天駅間着工。
- 1965年7月1日：万水駅再開業[23]。
- 1967年2月9日：順天駅 - 光陽駅間開業[24]。
- 1967年2月22日：晋州駅 - 柳樹駅間開業[25]。
- 1968年2月7日：柳樹駅 - 光陽駅間開業。晋州線、光州線として既に開業していた区間と合わせて三浪津駅 - 松汀里駅間が慶全線に改称[26]。
- 1974年12月6日：水徳駅廃止[27]。
- 1977年12月15日：馬山駅移設[28]。
- 1980年5月21日：光州事件による封鎖に伴い松汀里駅 - 順天駅間の運行中止。
- 1980年5月31日：全区間での運行再開。
- 1981年3月2日：ソウル駅 - 松汀里駅 - 順天駅間に特急列車（後のトンイル号）運行開始。
- 1984年3月1日：奈洞駅廃止。
- 1988年5月21日：鳥城里駅を鳥城駅に改称[29]。
- 1993年3月1日：釜山駅 - 馬山駅間にトンイル号1往復増便。
- 1994年3月31日：ソウル駅 - 松汀里駅 - 順天駅間のトンイル号がムグンファ号に昇格。
- 2000年8月10日：孝泉駅 - 松汀里駅間の線路移設。西光州駅が新設され孝泉駅 - 光州駅間廃止。東松汀信号場 - 光州駅間は光州線として分離独立[30]。
- 2002年12月20日：平和駅廃止。
- 2003年12月：洛東江駅 - 馬山駅複線電化工事着工。
- 2004年3月24日：湖南線複線電化完成に合わせて北松汀三角線 - 光州線分岐点間2.1kmの単線電化完成。
- 2004年10月8日：順天駅 - 光陽駅間10.7kmの複線電化工事着工。
- 2007年10月19日：晋州樹木園駅開業[31]。
- 2008年1月1日：道林駅、笠橋駅、万水駅、鸚南駅廃止。
- 2009年4月1日：松汀里駅を光州松汀駅に改称。
- 2009年12月17日：順天駅新駅舎完成。
- 2010年10月21日：昌原駅新駅舎完成。
- 2010年11月30日：釜山新港線開業に伴い進礼駅開業[32][33]。
- 2010年12月15日：美田信号所 - 洛東江駅 - 馬山駅間が複線電化の新線に切り替え[34]。これに伴い昌原中央駅開業、進永駅移設。三浪津駅 - 洛東江駅間は単線のまま電化。馬山駅以東の区間においてKTX運行開始。
- 2011年5月18日：龍岡信号所開業。
- 2011年5月25日：光陽駅が現在地に移設、平和駅が信号場として再開業。
- 2012年10月23日：馬山駅 - 晋州駅間が複線非電化の新線に切り替え。山仁駅、院北駅、坪村駅、晋州樹木園駅、晋城駅、葛村駅、南文山駅、開陽駅廃止。
- 2012年12月5日：馬山駅 - 晋州駅間電化完成、KTX運行開始。
- 2012年12月23日：馬山駅 - 晋州駅間にてセマウル号運行開始。
- 2014年6月1日：ソウル駅 - 晋州駅間のセマウル号がITX-セマウルに置き換え。
- 2015年4月2日：咸安駅停車のKTXが廃止。
- 2015年9月30日：順天駅 - 光陽駅間10.7km 複線電化工事完成。
- 2016年4月29日：洛東江駅 - 翰林亭駅間の旧線を再利用したレールバイクを含む金海洛東江レールパークが開業[35][36]。
- 2016年7月14日：晋州駅 - 光陽駅間が複線非電化の新線に切り替え[37]。これに伴い柳樹駅、多率寺駅、良甫駅、玉谷駅、骨若駅廃止。北川駅、横川駅、河東駅、津上駅が新線上に移設。
- 2019年4月17日 : 鉄道路線番号を307に変更[38]。
- 2023年6月23日：晋州駅 - 光陽駅間が電化。
- 2023年9月1日：進永駅 - 晋州駅間にてSRT運行開始。

## 駅一覧
- ●：全列車停車、▲：一部列車停車、|：全列車通過

| 駅名           | 駅名         | 駅名             | 駅間キロ (km) | 累計キロ (km) | 駅 等級      | 駅種別       | K T X       | I T X \| セ マ ウ ル | ム グ ン フ ァ | 接続路線                                                         | 所在地     | 所在地 | 所在地     |        |
| 日本語         | ハングル     | 英語             | 駅間キロ (km) | 累計キロ (km) | 駅 等級      | 駅種別       | K T X       | I T X \| セ マ ウ ル | ム グ ン フ ァ | 接続路線                                                         | 所在地     | 所在地 | 所在地     |        |
| -------------- | ------------ | ---------------- | ------------- | ------------- | ------------ | ------------ | ----------- | -------------------- | -------------- | ---------------------------------------------------------------- | ---------- | ------ | ---------- | ------ |
| 三浪津駅       | 삼랑진역     | Samnangjin       | 0.0           | 0.0           | 2級          | 普通駅       |             |                      | ●              | 韓国鉄道公社：京釜本線                                           | 慶尚南道   | 密陽市 | 密陽市     |        |
| 洛東江駅       | 낙동강역     | Nakdonggang      | 1.7           | 1.7           | 無配置簡易駅 | 無配置簡易駅 | \|          | \|                   | \|             | 韓国鉄道公社：美田線                                             | 慶尚南道   | 密陽市 | 密陽市     |        |
| 翰林亭駅       | 한림정역     | Hallimjeong      | 8.1           | 9.8           | 3級          | 普通駅       | \|          | \|                   | ▲              |                                                                  | 慶尚南道   | 金海市 | 金海市     |        |
| 進永駅         | 진영역       | Jinyeong         | 4.3           | 14.1          | 3級          | 普通駅       | ▲           | ●                    | ●              |                                                                  | 慶尚南道   | 金海市 | 金海市     |        |
| 進礼駅         | 진례역       | Jillye           | 3.9           | 18.0          | 3級          | 普通駅       | \|          | \|                   | ▲              | 韓国鉄道公社：釜山新港線                                         | 慶尚南道   | 金海市 | 金海市     |        |
| 昌原中央駅     | 창원중앙역   | Changwonjungang  | 10.2          | 28.2          | 3級          | 普通駅       | ▲           | ●                    | ●              | 韓国鉄道公社：慶全電鉄線                                         | 慶尚南道   | 昌原市 | 義昌区     |        |
| 龍岡信号所     | 용강신호소   | Yonggang         | 7.0           | 35.2          | 信号場       | 信号場       | \|          | \|                   | \|             | 韓国鉄道公社：徳山線                                             | 慶尚南道   | 昌原市 | 義昌区     |        |
| 昌原駅         | 창원역       | Changwon         | 3.3           | 38.5          | 2級          | 普通駅       | ▲           | ●                    | ●              | 韓国鉄道公社：鎮海線・徳山線・慶全電鉄線                         | 慶尚南道   | 昌原市 | 義昌区     |        |
| 馬山駅         | 마산역       | Masan            | 3.6           | 42.1          | 1級          | 普通駅       | ●           | ●                    | ●              | 韓国鉄道公社：慶全電鉄線                                         | 慶尚南道   | 昌原市 | 馬山会原区 |        |
| 中里駅         | 중리역       | Jung-ri          | 6.6           | 48.7          | 無配置簡易駅 | 無配置簡易駅 | \|          | \|                   | ●              |                                                                  | 慶尚南道   | 昌原市 | 馬山会原区 |        |
| 咸安駅         | 함안역       | Haman            | 8.9           | 57.6          | 3級          | 普通駅       | \|          | ●                    | ●              |                                                                  | 慶尚南道   | 咸安郡 | 咸安郡     |        |
| 郡北駅         | 군북역       | Gunbuk           | 7.0           | 64.6          | 無配置簡易駅 | 無配置簡易駅 | \|          | \|                   | ●              |                                                                  | 慶尚南道   | 咸安郡 | 咸安郡     |        |
| 班城駅         | 반성역       | Banseong         | 13.5          | 78.1          | 3級          | 普通駅       | \|          | \|                   | ●              |                                                                  | 慶尚南道   | 晋州市 | 晋州市     | 晋州市 |
| 晋州駅         | 진주역       | Jinju            | 13.3          | 91.4          | 2級          | 普通駅       | ●           | ●                    | ●              |                                                                  | 慶尚南道   | 晋州市 | 晋州市     | 晋州市 |
| 浣紗駅         | 완사역       | Wansa            | 13.1          | 104.5         | 3級          | 普通駅       | 運 行 な し | 運 行 な し          | ▲              |                                                                  | 慶尚南道   | 泗川市 | 泗川市     |        |
| 北川駅         | 북천역       | Bukcheon         | 9.4           | 113.9         | 3級          | 普通駅       | 運 行 な し | 運 行 な し          | ●              |                                                                  | 慶尚南道   | 河東郡 | 河東郡     |        |
| 横川駅         | 횡천역       | Hoengcheon       | 8.1           | 122.0         | 無配置簡易駅 | 無配置簡易駅 | 運 行 な し | 運 行 な し          | ▲              |                                                                  | 慶尚南道   | 河東郡 | 河東郡     |        |
| 河東駅         | 하동역       | Hadong           | 5.4           | 127.4         | 3級          | 普通駅       | 運 行 な し | 運 行 な し          | ●              |                                                                  | 慶尚南道   | 河東郡 | 河東郡     |        |
| 津上駅         | 진상역       | Jinsang          | 6.8           | 134.2         | 無配置簡易駅 | 無配置簡易駅 | 運 行 な し | 運 行 な し          | ▲              |                                                                  | 全羅南道   | 光陽市 | 光陽市     |        |
| 光陽駅         | 광양역       | Gwangyang        | 14.3          | 148.5         | 2級          | 普通駅       | 運 行 な し | 運 行 な し          | ●              | 韓国鉄道公社：光陽製鉄線                                         | 全羅南道   | 光陽市 | 光陽市     |        |
| 平和信号場     | 평화신호장   | Pyeonghwa        | 3.7           | 152.2         | 信号場       | 信号場       | 運 行 な し | 運 行 な し          | \|             | 韓国鉄道公社：全慶三角線                                         | 全羅南道   | 順天市 | 順天市     |        |
| 順天駅         | 순천역       | Suncheon         | 4.3           | 156.5         | 1級          | 普通駅       | 運 行 な し | 運 行 な し          | ●              | 韓国鉄道公社：全羅本線                                           | 全羅南道   | 順天市 | 順天市     |        |
| 元倉駅         | 원창역       | Wonchang         | 11.8          | 168.3         | 無配置簡易駅 | 無配置簡易駅 | 運 行 な し | 運 行 な し          | \|             |                                                                  | 全羅南道   | 順天市 | 順天市     |        |
| 九龍駅         | 구룡역       | Guryong          | 4.7           | 173.0         | 無配置簡易駅 | 無配置簡易駅 | 運 行 な し | 運 行 な し          | \|             |                                                                  | 全羅南道   | 順天市 | 順天市     |        |
| 筏橋駅         | 벌교역       | Beolgyo          | 6.9           | 179.9         | 3級          | 普通駅       | 運 行 な し | 運 行 な し          | ●              |                                                                  | 全羅南道   | 宝城郡 | 宝城郡     |        |
| 鳥城駅         | 조성역       | Joseong          | 10.7          | 190.6         | 無配置簡易駅 | 無配置簡易駅 | 運 行 な し | 運 行 な し          | ●              |                                                                  | 全羅南道   | 宝城郡 | 宝城郡     |        |
| 礼堂駅         | 예당역       | Yedang           | 5.3           | 195.9         | 3級          | 普通駅       | 運 行 な し | 運 行 な し          | ●              |                                                                  | 全羅南道   | 宝城郡 | 宝城郡     |        |
| 得粮駅         | 득량역       | Deungnyang       | 4.3           | 200.2         | 3級          | 普通駅       | 運 行 な し | 運 行 な し          | ●              |                                                                  | 全羅南道   | 宝城郡 | 宝城郡     |        |
| 弥力信号所     | 미력신호소   | Miryeok          | 6.9           | 207.1         | 信号場       | 信号場       | 運 行 な し | 運 行 な し          | \|             | 韓国鉄道公社：木浦宝城線（建設中）                               | 全羅南道   | 宝城郡 | 宝城郡     |        |
| 宝城駅         | 보성역       | Boseong          | 2.2           | 209.3         | 3級          | 普通駅       | 運 行 な し | 運 行 な し          | ●              |                                                                  | 全羅南道   | 宝城郡 | 宝城郡     |        |
| 広谷駅         | 광곡역       | Gwanggok         | 4.9           | 214.2         | 無配置簡易駅 | 無配置簡易駅 | 運 行 な し | 運 行 な し          | \|             |                                                                  | 全羅南道   | 宝城郡 | 宝城郡     |        |
| 鳴鳳駅         | 명봉역       | Myeongbong       | 3.9           | 218.1         | 無配置簡易駅 | 無配置簡易駅 | 運 行 な し | 運 行 な し          | ▲              |                                                                  | 全羅南道   | 宝城郡 | 宝城郡     |        |
| 梨陽駅         | 이양역       | Iyang            | 12.8          | 230.9         | 無配置簡易駅 | 無配置簡易駅 | 運 行 な し | 運 行 な し          | ●              |                                                                  | 全羅南道   | 和順郡 | 和順郡     |        |
| 綾州駅         | 능주역       | Neungju          | 12.2          | 243.1         | 3級          | 普通駅       | 運 行 な し | 運 行 な し          | ●              |                                                                  | 全羅南道   | 和順郡 | 和順郡     |        |
| 和順駅         | 화순역       | Hwasun           | 8.9           | 252.0         | 3級          | 普通駅       | 運 行 な し | 運 行 な し          | ●              | 韓国鉄道公社：和順線                                             | 全羅南道   | 和順郡 | 和順郡     |        |
| 南平駅         | 남평역       | Nampyeong        | 9.2           | 261.2         | 無配置簡易駅 | 無配置簡易駅 | 運 行 な し | 運 行 な し          | \|             |                                                                  | 全羅南道   | 羅州市 | 羅州市     |        |
| 孝泉駅         | 효천역       | Hyocheon         | 5.4           | 266.6         | 3級          | 普通駅       | 運 行 な し | 運 行 な し          | ●              |                                                                  | 光州広域市 | 南区   | 南区       |        |
| 西光州駅       | 서광주역     | Seogwangju       | 4.1           | 270.7         | 3級          | 普通駅       | 運 行 な し | 運 行 な し          | ●              |                                                                  | 光州広域市 | 西区   | 西区       |        |
| 東松汀信号場   | 동송정신호장 | Dongsongjeong    | 4.3           | 275.0         | 信号場       | 信号場       | 運 行 な し | 運 行 な し          | \|             |                                                                  | 光州広域市 | 光山区 | 光山区     |        |
| （光州線分岐） | (광주선분기) |                  | 0.6           | 275.6         | 分岐点       | 分岐点       | 運 行 な し | 運 行 な し          | \|             | 韓国鉄道公社：光州線                                             | 光州広域市 | 光山区 | 光山区     |        |
| （北松汀分岐） | (북송정분기) |                  | 0.8           | 276.4         | 分岐点       | 分岐点       | 運 行 な し | 運 行 な し          | \|             | 韓国鉄道公社：北松汀三角線                                       | 光州広域市 | 光山区 | 光山区     |        |
| 光州松汀駅     | 광주송정역   | Gwangjusongjeong | 1.3           | 277.7         | 2級          | 普通駅       | 運 行 な し | 運 行 な し          | ●              | 韓国鉄道公社：湖南本線、KTX湖南高速線 光州都市鉄道：●1号線 (117) | 光州広域市 | 光山区 | 光山区     |        |

### 廃駅
- 旧馬山駅 - 昌原駅と馬山駅との間に存在した。1977年12月16日廃止。
- 山仁駅 - 中里駅と咸安駅との間に存在した。2012年10月23日廃止。
- 新音駅 - 咸安駅と郡北駅との間に存在した。1927年6月1日廃止。
- 院北駅、坪村駅、晋州樹木園駅 - 郡北駅と班城駅の間に存在した。2012年10月23日廃止。
- 晋城駅、葛村駅、南文山駅、開陽駅 - 班城駅と晋州駅の間に存在した。2012年10月23日廃止。
- 奈洞駅 - 晋州駅と柳樹駅との間に存在した。1984年3月1日廃止。
- 水徳駅 - 順天駅と元倉駅との間に存在した。1974年12月6日廃止。
- 道林駅 - 鳴鳳駅と梨陽駅との間に存在した。2008年1月1日廃止。
- 笠橋駅 - 梨陽駅と綾州駅との間に存在した。2008年1月1日廃止。
- 石亭里駅 - 梨陽駅と綾州駅との間に存在した。2008年1月1日廃止。
- 万水駅 - 綾州駅と和順駅との間に存在した。2008年1月1日廃止。
- 鸚南駅 - 和順駅と南平駅との間に存在した。2008年1月1日廃止。
- 碧桃駅 - 孝泉駅と光州駅との間に存在した。1944年6月15日廃止。
- 南光州駅 - 孝泉駅と光州駅との間に存在した。2000年8月10日ルート切り替えにより廃止。
- 柳樹駅 - 晋州駅と北川駅の間に存在した。2016年4月29日廃止告示、2016年7月14日廃止。
- 多率寺駅 - 晋州駅と北川駅の間に存在した。2016年4月29日廃止告示、2016年7月14日廃止。
- 良甫駅 - 北川駅と横川駅の間に存在した。2016年4月29日廃止告示、2016年7月14日廃止。
- 玉谷駅 - 津上駅と光陽駅の間に存在した。2016年4月29日廃止告示、2016年7月14日廃止。
- 骨若駅 - 津上駅と光陽駅の間に存在した。2016年4月29日廃止告示、2016年7月14日廃止。

### 広域電鉄区間の駅一覧
- 2015年4月2日 - エコデルタシティ駅（仮称）設置に対する妥当性調査に着手している。[39]
- 2014年6月27日 - 釜田-馬山複線電鉄起工。工期72ヶ月（6年）
- 2017年8月15日 - 金海市と国土交通部の協議で金海市進礼面新安里に「新月駅」設置が確定[40]
- 2018年
  - 5月18日 - 金海市、韓国鉄道施設公団およびスマートレール社と新月駅設置に関する協約を締結[41]
  - 8月16日 - 新月駅着工。開業は路線開通より遅れた2020年11月を予定している[42]。

- 2020年
  - 3月 - 工事の97%が完成した時点で軟弱地盤である洛東江の真下を通るトンネルに水と泥砂が入り、付近の沙上区でも工事関連の大規模な地盤沈下が発生。これにより開通が予定の2021年2月より先延ばしする可能性が高くなる[43]。
  - 6月 - 3月の事故の原因を調査する関係者1名が現場で死亡[43]。

| 駅名               | 駅名               | 駅名                            | 駅間キロ (km) | 累計キロ (km) | 接続路線                                      | 所在地     | 所在地   | 所在地     |
| 日本語             | ハングル           | 英語                            | 駅間キロ (km) | 累計キロ (km) | 接続路線                                      | 所在地     | 所在地   | 所在地     |
| ------------------ | ------------------ | ------------------------------- | ------------- | ------------- | --------------------------------------------- | ---------- | -------- | ---------- |
| 釜田駅             | 부전역             | Bujeon                          | 0.0           | 0.0           | 韓国鉄道公社：東海線 釜山交通公社：●1号線     | 釜山広域市 | 釜山鎮区 | 釜山鎮区   |
| 沙上駅             | 사상역             | Sasang                          | 5.1           | 5.1           | 釜山交通公社：●2号線・●5号線 ●釜山-金海軽電鉄 | 釜山広域市 | 沙上区   | 沙上区     |
| 江西錦湖駅         | 강서금호역         | Gangseogeumho                   |               |               | ●釜山-金海軽電鉄(西釜山流通地区駅)            | 釜山広域市 | 江西区   | 江西区     |
| エコデルタシティ駅 | 에코델타시티역     | Eco Delta City                  |               |               |                                               | 釜山広域市 | 江西区   | 江西区     |
| 釜山慶南競馬公園駅 | 부산경남경마공원역 | Busan Gyeongnam Racecourse Park |               |               |                                               | 釜山広域市 | 江西区   | 江西区     |
| 七山信号場         | 칠산신호장         | Chilsan Signal box              |               |               | 韓国鉄道公社：釜山新港線                      | 慶尚南道   | 金海市   | 金海市     |
| 長有駅             | 장유역             | Jangyu                          |               |               | 韓国鉄道公社：釜山新港線                      | 慶尚南道   | 金海市   | 金海市     |
| 進礼信号場         | 진례신호장         | Jillye Signal box               |               |               | 韓国鉄道公社：釜山新港線                      | 慶尚南道   | 金海市   | 金海市     |
| 新月駅             | 신월역             | Sinwol                          |               |               |                                               | 慶尚南道   | 金海市   | 金海市     |
| 昌原中央駅         | 창원중앙역         | Changwonjungang                 |               | 34.5          | 韓国鉄道公社：慶全線                          | 慶尚南道   | 昌原市   | 義昌区     |
| 昌原駅             | 창원역             | Changwon                        |               | 47.8          | 韓国鉄道公社：慶全線                          | 慶尚南道   | 昌原市   | 義昌区     |
| 馬山駅             | 마산역             | Masan                           |               | 51.4          | 韓国鉄道公社：慶全線                          | 慶尚南道   | 昌原市   | 馬山会原区 |